# Иванковцы (Тернопольский район)
Иванковцы (укр. Іванківці, ранее — Янковцы, пол. Jankowce) — село в Тернопольской городской общине Тернопольского района Тернопольской области Украины.
Код КОАТУУ — 6122685402. Население по переписи 2001 года составляло 410 человек.

## Географическое положение
Село Иванковцы находится на левом берегу реки Серет,
выше по течению на расстоянии в 1,5 км расположено село Кобзарёвка,
ниже по течению на расстоянии в 2 км расположено село Малашевцы,
на противоположном берегу — село Чернихов.

## История
Вблизи села обнаружены археологические памятники эпохи среднего и позднего палеолита, черняховской культуры.
Первое письменное упоминание о селе относится к 1672 году.
В 1946 г. Указом ПВС УССР село Янковцы переименовано в Иванковцы.
До 2020 года село входило в Зборовский район.

## Объекты социальной сферы
- Школа I ст.
- Клуб.
- Фельдшерско-акушерский пункт.

## Памятники
- Церковь Введения в храм Пресвятой Богородицы (1991), монумент Божьей Матери, установленной в 2001 году в честь годовщины независимости Украины.
- Установлен памятный знак в честь отмены барщины, сооружен памятник борцам за свободу Украины.

На кладбище есть могила советского воина Г. А. Кришталя, погибшего в 1939 году. На могиле — обелиск пирамидальной формы на прямоугольном постаменте.

## Известные жители
- Здесь в детстве часто бывал священномученик Аркадий (Остальский) (1889—1937), епископ Бежецкий
- Лановик, Богдан Дмитриевич — украинский историк